# Ґронди (Варшавський-Західний повіт)
Ґронди (пол. Grądy) — село в Польщі, у гміні Лешно Варшавського-Західного повіту Мазовецького воєводства.
Населення — 453 особи (2011).
У 1975-1998 роках село належало до Варшавського воєводства.

## Демографія
Демографічна структура станом на 31 березня 2011 року:
|          | Загалом | Допрацездатний вік | Працездатний вік | Постпрацездатний вік |
| -------- | ------- | ------------------ | ---------------- | -------------------- |
| Чоловіки | 215     | 43                 | 156              | 16                   |
| Жінки    | 238     | 53                 | 144              | 41                   |
| Разом    | 453     | 96                 | 300              | 57                   |